# Ифкуиль
Ифку́иль (ифк.  [ɪθˈkʊ.il] Iţkuîl) — искусственный язык философского направления. Обладает крайне сложной грамматикой и большим набором фонем, что делает язык весьма трудным для понимания и практически невозможным для изучения. По словам автора, при создании ифкуиля целью было создать язык, который мог появиться только сознательными усилиями — «идеальный» язык с наивысшими эффективностью, детальностью и точностью, сводя к минимуму двусмысленность, расплывчатость, нелогичность, избыточность и многозначность, которые наполняют естественные языки. В 2023 году Джон Кихада (создатель языка) выпустил обновление языка под названием Новый Ифкуиль.

## Авторское описание
Создатель ифкуиля, американский лингвист Джон Кихада, описывает язык так:

Ифкуиль совмещает априорный философский язык с логическим языком, применяя лексикон из 3600 семантических корней, развиваемых с помощью сложной, матрицеподобной грамматики, разработанной для максимально точной и эффективной передачи смысла. Что Роберт Хайнлайн предложил для морфо-фонологии в своём «скороговоре», то ифкуиль достигает вдобавок и для морфологии, лексико-морфологии и лексико-семантики. В языке две части речи: словообразующие и адъюнкты (определяющие), где вторые склоняются в 22 морфологические категории. Ифкуильское письмо применяет уникальный морфо-фонологический принцип, чтобы также «ужать» письменные слова. На сайте есть множество звукозаписей в MP3, так что посетители могут послушать произношение ифкуильской речи.
<…>
Словообразование в ифкуиле использует ряд принципов из когнитивной психологии и когнитивной лингвистики, таких как теория прототипов, радиальная категоризация, нечёткая логика и семантическое взаимоисключение. Лексико-семантическое сокращение достигается путём лексирования только исходного смысла того понятия, которое в других языках объединяет родственные слова (то есть путём сокращения «зрение», «вид», «взгляд», «уставиться», «панорама», «глаз», «таращиться», «визуализация», и т. д. до одного смыслового корня «зрение»), и применяя обширный набор закономерных, предсказуемых и универсально используемых модификаций на морфологическом (то есть грамматическом), а не лексическом уровне, для образования слов, далеко выходящих за лексический предел большинства других языков.

## История
Джон Кихада начал работу над ифкуилем в 1978 году, и определение грамматики было завершено в январе 2004-го. Лексикон (имеющий «потолок» в 3600 словокорней) пока не придуман автором полностью. В июне 2004 года в российском журнале «Компьютерра» вышла статья, в которой этот язык упомянут как реальный претендент на реализацию фантастических концепций сверхъязыка, совершенствующего и ускоряющего мыслительный процесс, что вызвало определённый всплеск интереса к нему. По крайней мере, на основном сайте изучения языка имеется ссылка на его официальную русскую версию. Ссылок на другие языки нет.

### Ревизия 2007 года
10 июня 2007 года Кихада объявил о завершении новой вариации языка, названной илакш (Iláksh). Илакш унаследовал 72 из 81 падежа ифкуиля, но добавил 24 новых падежа особого назначения. Морфологическая сложность была увеличена в одних аспектах и уменьшена — в некоторых других; в частности, логическое ударение в илакше выделяется порядком слов, а не морфемно, как в ифкуиле.
В илакше введена совершенно новая, нелинейная система письма, основанная на особого вида символах (по строению и системе «мутации» подобных тем в ифкуиле), располагаемых по разноцветным фигурам, также несущим грамматический смысл.
Причиной к созданию илакша, по словам автора, послужили жалобы о труднопроизносимости ифкуиля.

### Ревизия 2011 года
1 мая 2011 года создатель языка разместил на сайте следующее объявление:

Уважаемые посетители сайта ифкуиля,
Этим сообщением я даю знать фанатам ифкуиля, что сайт ожидают большие изменения. Новая ревизия ифкуиля будет представлена где-то в июне-июле 2011 года. Я думаю, что эта новая версия языка будет объявлена «официальной» (или финальной). Нынешняя версия языка, размещённая в сети в 2004 году, будет убрана.
Новая версия языка основывается на уроках, которые я получил во время создания илакша в 2006—2007 годах. После создания илакша я осознал, что многие из идей его морфо-фонологической структуры могут быть применены к ифкуилю, но без фонологических ограничений илакша. Частой претензией к ифкуилю была сложная для произношения фонология (причём претензия разделяется автором!). Результатом ревизии морфо-фонологии ифкуиля с использованием идей из илакша стала версия ифкуиля, которая легче для произношения, однако сохраняет сложную и всеохватывающую морфологию и морфо-фонологическую краткость.
Также эта версия ифкуиля позволяет автору сделать несколько менее значительных изменений и улучшений морфологии и синтаксиса. Письмо языка также будет изменено, чтобы соответствовать радикально другой морфо-фонологической структуре языка. (Оно, в общем, будет похоже по виду на нынешнее письмо, но использоваться будет в совершенно иной манере. И оно не будет основываться на экспериментальном двумерном нелинейном письме илакша.)
Новая версия сайта ифкуиля предоставит более детализированное описание языка, чем нынешняя версия, и будет содержать большее количество примеров предложений и фраз.
Оригинальный текст (англ.)Dear Visitor to the Ithkuil Website:

This is to let Ithkuil fans know that major changes are coming to this website. A newly revised version of Ithkuil will be introduced sometime in June or July, 2011. I consider this new forthcoming version of the language to be the definitive or “official” (and presumably final) version of the language. The current version of the language, originally posted to the Web in early 2004, will be withdrawn.
The new version of the language is based on lessons learned while creating the previous revision, Ilaksh, during 2006 and 2007. After creating Ilaksh, I realized that many ideas from its morpho-phonological structure could be reverse-applied to Ithkuil but without the phonological contraints demanded by Ilaksh. A common complaint about Ithkuil has been its harsh and difficult-to-pronounce phonology (a complaint shared by the author!). The result of revising Ithkuil’s morpho-phonology using ideas from Ilaksh would be a version of Ithkuil that is less harsh-sounding and easier to pronounce, while preserving its intricate and expansive morphology and morpho-phonological conciseness.
Additionally, the forthcoming revision of Ithkuil allows the author to make a few minor changes and improvements to the morphology and syntax. The Ithkuil script is also being revised to conform to the radically different morpho-phonological structure of the language. (It will be similar in general appearance to the current script but operates in a completely different manner. It is not based on the experimental two-dimensional non-linear script of Ilaksh.)

The new version of the Ithkuil website will provide a more detailed description of the language than the current version and will contain a larger number of example phrases and sentences.— Джон Кихада, 1 мая 2011

### Ревизия 2023 года
Кихада о планируемой версии ифкуиля:

В течение последних 18 месяцев или около того <…> я усердно работал над ещё одной версией ифкуиля. Хотя я заявлял и предполагал, что версия 2011 года будет окончательной, я не ожидал, что так много людей потратят время на изучение языка достаточно внимательно, чтобы сделать свои собственные переводы. Многие из этих «ифкуилефилов» начали замечать определённые неясности и другие трудности при работе с языком и на различных интернет-форумах предлагали изменения или улучшения.
Вдохновлённый их рвением и сам поинтересовавшись, можно ли заставить их предложения работать, я начал работу над пересмотром и вскоре обнаружил, что выдвигаю собственные новые идеи (после стольких десятилетий работы над языком!), наряду с идеями фанатов. Теперь я добился достаточного прогресса в этой редакции, чтобы сказать, что предстоящая версия языка будет ещё более радикальной переделкой по сравнению с версией 2011 года, чем версия 2011 года по сравнению с исходной версией 2004 года. Он также будет гораздо более систематически структурирован и прозрачен с точки зрения морфологии и морфофонологии, чем текущая версия 2011 года.
На данный момент я предварительно называю предстоящую ревизию «Ифкуиль 4» (я считаю неудачный язык Илакш версией 2), но, возможно, ещё передумаю и назову её «Новый ифкуиль» или «неоифкуиль». Посмотрим.
Мне ещё предстоит много работы, по крайней мере, на пару лет или больше, особенно над лексикой, которая тоже была переработана. Когда язык будет готов, я опубликую его на веб-сайте и уберу версию 2011 года.
Оригинальный текст (англ.)Over the last 18 months or so, having placed the Kaduatán music project on indefinite hiatus, I have been working fervently on yet another revision of Ithkuil. While I had stated (and assumed) that the 2011 version would be the final version, I did not anticipate so many people would take the time to study the language closely enough to craft their own translations. Many of these “ithkuilophiles” began noticing certain ambiguities and other difficulties when working with the language, and, in various online forums, offered suggestions for changes or improvements.

Motivated by their zeal, and having taken an interest myself in seeing whether their suggestions could be made to work, I began work on the revision and soon found myself coming up with new ideas of my own (after all these decades working on the language!), alongside the fan’s ideas. I have now made sufficient progress on this revision to be able to say that the forthcoming revision of the language will be an even more radical redesign compared to the 2011 version than the 2011 version was to the original 2004 version. It will also be much more systematically structured and transparent in terms of morphology and morpho-phonology than the current 2011 version.
I am tentatively naming the forthcoming revision Ithkuil 4 for now (I’m counting the failed Ilaksh language as version 2), but may yet change my mind and call it New Ithkuil or Neo-Ithkuil. We’ll see.

I still have a lot of work still to do (at least a couple of years’ worth, maybe more), especially on the lexicon (which has been redesigned as well). When the language is ready, I will be publishing it here on the website and withdrawing the 2011 version.— Джон Кихада, 15 декабря 2019

## Лингвистическая характеристика

### Фонология

#### Согласные
Ифкуиль имеет богатый консонантизм, который может сравниваться с абхазо-адыгскими языками. В ифкуиле 45 согласных звуков, 2 из которых (dh и xh) записываются диграфами. В ифкуиле глухие согласные противопоставлены звонким, абруптивным и придыхательным.
|               |                | Губно-губные | Губно-зубные | Зубные | Альвеолярные | Альвеолярные | Ретрофлексные | Альвео-палатальные | Палатальные | Велярные | Увулярные | Глоттальные |
| Прямые        | Боковые        | Губно-губные | Губно-зубные | Зубные |              |              | Ретрофлексные | Альвео-палатальные | Палатальные | Велярные | Увулярные | Глоттальные |
| ------------- | -------------- | ------------ | ------------ | ------ | ------------ | ------------ | ------------- | ------------------ | ----------- | -------- | --------- | ----------- |
| Носовые       | Носовые        | m            |              | n      |              |              |               |                    |             | ň        |           |             |
| Взрывные      | Глухие         | p            |              | t      |              |              |               |                    |             | k        | q         | ’           |
| Взрывные      | Абруптивные    | p’           |              | t’     |              |              |               |                    |             | k’       | q’        |             |
| Взрывные      | Придыхательные | pʰ           |              | tʰ     |              |              |               |                    |             | kʰ       | qʰ        |             |
| Взрывные      | Звонкие        | b            |              | d      |              |              |               |                    |             | g        |           |             |
| Аффрикаты     | Глухие         |              |              |        | c            |              |               | č                  |             |          |           |             |
| Аффрикаты     | Абруптивные    |              |              |        | c’           |              |               | č’                 |             |          |           |             |
| Аффрикаты     | Придыхательные |              |              |        | cʰ           |              |               | čʰ                 |             |          |           |             |
| Аффрикаты     | Звонкие        |              |              |        | ż            |              |               | j                  |             |          |           |             |
| Щелевые       | Глухие         |              | f            | ţ      | s            | ļ            |               | š                  | ç           | x        | xh        | h           |
| Щелевые       | Звонкие        |              | v            | dh     | z            |              |               | ž                  |             |          | ř         |             |
| Одноударные   | Одноударные    |              |              |        |              |              | r             |                    |             |          |           |             |
| Аппроксиманты | Аппроксиманты  | w            |              |        |              | l            |               |                    | y           |          |           |             |

##### Уникальные согласные звуки ифкуиля
- Абруптивные — согласные звуки, при произношении которых голосовые складки закрыты, а воздух, необходимый для произношения, выталкивается не лёгкими, а мышцами гортани. В ифкуиле обозначаются символом ’.
- Придыхательные — согласные, произносимые вместе с призвуком [h]. В ифкуиле обозначаются символом ʰ.
- Звук, передаваемой буквой Qq, есть в казахском языке, который записывается буквой қ. Произносится как русский к, но спинка языка отодвинута вплоть до увулы.
- Ňň читается как н в слове санки.
- Ţţ произносится как английский диграф th в слове think. Звук имеет свой звонкий аналог — Dhdh, который встречается в начале английского слова this.
- Ww аналогичен английской букве w и белорусской ў.
- Звук Řř есть во французском языке, передаётся буквой r. У звука есть глухой аналог в виде Xhxh.
- Çç читается как немецкий диграф ch или русское сочетание хь.
- Ļļ передаёт звук [ɬ], встречается в валлийском и монгольском языках.
- Гортанная смычка (’) в ифкуиле не может быть частью корня и стоять в начале или конце слова — используется для определения границ морфем некоторых глагольных категорий. В русском встречается в слове не-а между гласными.

#### Гласные
|                       | Передний ряд | Передний ряд | Средний ряд  | Средний ряд | Задний ряд   | Задний ряд |
|                       | Неогублённые | Огублённые   | Неогублённые | Огублённые  | Неогублённые | Огублённые |
| --------------------- | ------------ | ------------ | ------------ | ----------- | ------------ | ---------- |
| Верхний подъём        | î            | ü            |              | ü           |              | û          |
| Средне-верхний подъём | i            | ö            |              |             |              | u          |
| Средний подъём        | ê            |              | ë            |             |              | ô          |
| Средне-нижний подъём  | e            |              |              | ö           |              | o          |
| Нижний подъём         |              |              | a            |             | â            |            |

### Письменность[8]
Письмо ифкуиля — морфо-фонематическое, то есть каждый отдельный символ указывает и фонетическую, и грамматическую информацию. В зависимости от грамматических и фонетических характеристик каждый символ может менять своё начертание Существует четыре типа символов, символы каждого из типов переносят определённую информацию:
1. Первичные символы находятся на первом месте в слове при наличии падежа в нём и указывают падеж. Также могут указывать вид, обоснование, валентность, конфигурацию, сущность, принадлежность, протяжённость, наклонение, исполнение.
Пишутся без горизонтальной черты сверху или снизу и с диагональной чертой, направленной от середины вверх или вниз
2. Вторичные символы используются при необходимости показать одним символом несколько категории, которые по отдельности передаются первичными символами, а также для обозначения таких категорий, как продолжительность, утверждение, назначение и перспектива.
Во вторичных символах пишется диагональная черта от верха до низа символа, которая может иметь зигзаг посередине.
3. Третичные символы используются для передачи комбинации двух различных характеристик одним символом.
В них присутствует горизонтальная черта посередине, которая не соединяется ни с одной другой в символе.
4. Согласные символы используются для объединения нескольких корней и присоединения к ним суффиксов
В согласных символах всегда присутствует горизонтальная черта сверху или снизу.

Направление письма — бустрофедон (зигзаг), то есть первая и каждая последующая нечётная строка пишется и читается слева направо, а вторая и каждая последующая чётная строка — справа налево.

### Базовая морфология

#### «Конфигурация»
В ифкуиле составные явления, которые можно представить в виде множества дискретных составляющих, либо же парные объекты (например, крылья) или действия, подразумевающие дуальную симметричную структуру (например, дыхание — пара вдох-выдох) образуются с помощью категории конфигурация.

##### Единичная конфигурация [UNI]
Служит для маркирования одиночных вещей или действий.
К примеру, eqal «человек», pʰal «дерево», elal «слово», iļal «вздохнуть (один раз)».

##### Двойственная конфигурация [DPX]
Обозначает вещи или действия, которые концептуально или по воле случая сосуществуют в паре, такие как глаза у человека, крылья у птиц, супружеская пара и т. п.
Примеры: eqall «пара», pʰall «два дерева», elall «два слова», iļall «сделать вдох и выдох».

##### Дискретная конфигурация (англ.the discrete) [DCT]
Показывает множество однородных предметов или действий.
Примеры: eqatļ «группа одинаковых людей», pʰatļ «роща», elatļ «группа одинаковых слов», iļatļ «дышать».

##### Агрегатная конфигурация (англ.the aggregative) [AGG]
В принципе, используется в тех же случаях, что и дискретная конфигурация, за исключением того, что части множества не обладают одинаковыми характеристиками.
Примеры: eqaļ «группа разных людей», pʰaļ «лес», elaļ «фраза» iļaļ «делать вдохи и выдохи разной интенсивности».

##### Сегментная конфигурация (англ.the segmentative) [SEG]
Сегментная конфигурация показывает группу одинаковых объектов, между которыми обеспечивается пространственно-временной контакт, то есть физическую или временную близость объектов друг к другу.
Примеры: eqaļļ «линия одинаковых людей (например, плечом к плечу или держащихся за руки)», pʰaļļ «плантация (в значении правильного физического расположения деревьев)», elaļļ «строка/столбец одинаковых слов», iļaļļ примерно то же, что и iļatļ «дышать».

##### Компонентная конфигурация (англ.the componential) [CPN]
То же, что и сегментная конфигурация, но члены множества разные.
Примеры: eqařļ «линия разных людей», pʰařļ «плантация из разных деревьев», elařļ «строка/столбец различных слов», iļařļ примерно то же, что и iļaļ «делать вдохи и выдохи разной интенсивности».

##### Последовательная конфигурация (англ.the coherent) [COH]
Передаёт тот же смысл, что и сегменантив, но компоненты множества объединены в одно целое (например, смешаны или соединены) и вместе образуют новую сущность, которая воспринимается как единый объект.
Примеры: eqask «подразделение одинаковых людей», pʰask «спутанная роща», elask «акт персеверации речи», iļask «когерентное дыхание».

##### Композитная конфигурация (англ.the composite) [CST]
Используется вместо последовательной конфигурации, когда стоит уточнить, что члены множества различны.
Примеры: eqašk «подразделение разных людей», pʰašk «спутанный лес», elašk «речь», iļašk «когерентное дыхание разной интенсивности».

##### Разнородная конфигурация (англ.the multiform) [MLT]
Классифицирует множество элементов, отдельные члены которого не полностью разделяют образующую множество характеристику, либо же некоторые члены частично принадлежат другим множествам.
Примеры: eqakţ «группа людей и человекообразных», pʰakţ «группа деревьев и того, что похоже на деревья» или «чаща», elakţ «речь из слов и звуков» или «афазия», iļakţ «дыхание и то, что похоже на дыхание» или «дышать с перебоями».

## Пример грамматической конструкции
| Aigwapskʰ                              | ekšúlļ                                |
| DYN-‘шаг в беге’-NRM/ICP/M/VAR/COH-IFL | STA-‘клоун’-IND-NRM/DEL/M/ASO/DCT-FML |
| Начинает спотыкаться на бегу           | группа клоунов                        |

Разбор слова aigwapskʰ:
1. К основе -egw- значащей «шаг в беге» добавляется динамическая функция, изменяя тем самым префикс e- на ai-; то есть -aigw- означает «шагать в беге».
2. Суффикс -a обозначает именительный падеж.
3. Суффикс -pskʰ передаёт смысл сразу пяти грамматических категорий: целостная конфигурация, разобщённая принадлежность, ограниченная перспектива, реальная сущность и зарождающаяся протяжённость. Целостная конфигурация обозначает множество одинаковых объектов связанных или слитых друг с другом, образуя общую систему; основа -aigwa- только с целостной конфигурацией (aigwask) дословно переводилась бы как «множество объединённых вместе одинаковых шагов в беге», то есть «бег». Разобщённая принадлежность значит, что компоненты множества действую вразнобой, и не стремятся к выполнению общей цели; слово aigwask с разобщённой принадлежностью писалось бы как aigwasp и означало бы «множество объединённых вместе разобщённых одинаковых шагов в беге», то есть «спотыкающийся бег». Ограниченная перспектива и реальная сущность являются нейтральными и никак не влияют на смысл слова. Зарождающаяся протяжённость обозначает начало действия; вместе с ней слово aigwasp превращается в aigwapskʰ, которое дословно переводится, как «начало множественных объединённых вместе разобщённых шагов в беге» или «начинать спотыкаться на бегу».

Разбор слова ekšúlļ:
1. Корень слова — -kš-, который обозначает «дурак» вместе с префиксом статической функции, первого варианта и второй основы образует основу -ekš-, означающую понятие «клоун».
2. Суффикс -u означает самопобудительный падеж, который идентифицирует существительное, которое испытывает самоинициированное действие, то есть существительное является и пациенсом и агенсом.
3. Суффикс -lļ значит разрозненную конфигурацию, сплочённую принадлежность, ограниченную перспективу, реальную сущность и полную протяжённость. Разрозненная конфигурация является аналогом множественного числа в других языках; вместе с ней основа -ekšu- обозначает «группа клоунов (действует)». Сплочённая принадлежность обозначает, что члены множества действуют вместе, имеют общую функцию, цель или выгоду.

## Разбор слова «ифкуиль»
На илакше (старая версия ифкуиля) у слова iţkuîl корень k-l, который имеет смысл всего, что связано с речью: начиная с голоса и заканчивая уразумением фраз. Инфикс -uî-, вставленный между согласными корня, адресует одно из 36 значений, что заданы в матрице корня. Таким образом, основа -kuîl- имеет смысл — «единица гипотетического речевого акта». Далее первая согласная основы k «мутирует» в ţk, что придаёт формативу «композитную конфигурацию»; основа -ţkuîl- примерно переводится, как «гипотетическая речь». Префикс граммемы «полной протяжённости» i- означает, что явление, описываемое основой, рассматривается целиком.
В итоге слово iţkuîl примерно переводится как «гипотетический язык».
То же самое означает слово ilákš на илакше.
На ревизии 2011 года такое значение выражается формативом elartkʰa. Несмотря на это, автор называет его «Iţkuil» (с ударением на первом слоге, в отличие от ревизии 2004 года).

## Комментарии
1. 1 2  Гласный ü может читаться либо как /y/, либо как /ʉ/
2. 1 2  Гласный ö может читаться либо как /œ/, либо как /ø/
3. 1 2 3 4 5  Здесь „одинаковый“ не означает физическую идентичность, а означает то, что в рассматриваемом контексте характеристики составляющих множества являются одинаковыми. Например, если речь идёт про рабочих, то подразумевается, что у них одинаковые должности.